# J. L. van den Heuvel Orgelbouw
Die J. L. van den Heuvel Orgelbouw B.V. mit Sitz in Dordrecht ist eine Orgelbauwerkstatt in den Niederlanden. Sie wurde 1967 gegründet und ist auf die Fertigung von französisch-symphonischen Orgeln spezialisiert. Ihre größte Orgel ist die Orgel der Pfarrkirche St-Eustache de Paris, 1989 erbaut nach Plänen des Pariser Orgelbauers Jean-Louis Coignet und mit Beratung von dem Titularorganisten Jean Guillous.

## Geschichte
Der Gründer des Unternehmens, Jan Leendert van den Heuvel, wurde am 5. November 1946 in Dordrecht geboren. Er begann mit 16 Jahren die Ausbildung zum Orgelbauer bei Flentrop in Zaandam und gründete 1967 seine eigene Werkstatt in Dordrecht. Schon seine ersten Orgeln erhielten großes Lob von der Fachwelt für ihre Intonation und solide handwerklich Verarbeitung. 1975 trat Jan van den Heuvels Bruder, Peter A. van den Heuvel, mit 17 Jahren dem Unternehmen bei. Durch Kontakte zu Michelle Leclerc und Daniel Roth studierten beide intensiv den Orgelbau Aristide Cavaillé-Colls, dessen symphonisches Klangideal sie fortentwickeln wollten. Weltweites Aufsehen erregte das Unternehmen, als es 1985 den Wettbewerb um den Neubau der Orgel in der St-Eustache de Paris gewann, die eine der größten Orgel Frankreichs wurde.

## Werke
| Jahr      | Opus | Ort           | Kirche                                 | Bild | Manuale | Register | Pfeifenreihen | Bemerkungen                                  |
| --------- | ---- | ------------- | -------------------------------------- | ---- | ------- | -------- | ------------- | -------------------------------------------- |
| 1979–1983 |      | Katwijk       | Nieuwe Kerk                            |      | V       | 80       |               |                                              |
| 1989      |      | Paris         | St-Eustache de Paris                   |      | V       | 101      |               | → Orgel der Pfarrkirche St-Eustache de Paris |
| 1992      |      | Genf          | Victoria Hall                          |      | IV      | 71       | 101           |                                              |
| 1994      |      | New York City | Church of the Holy Apostles (New York) |      | III/P   | 32       |               |                                              |
| 1997      |      | München       | St. Franziskus                         |      | III/P   | 51       |               |                                              |
| 2000      |      | Stockholm     | Katharinenkirche (Stockholm)           |      | III/P   | 62       |               |                                              |
| 2009      |      | Hallein       | Musikhaus Hallein                      |      | II/P    | 14       | 11            | → vandenheuvel-orgelbouw.nl                  |